# Orlando Avendaño
Orlando José Avendaño Linares (Valencia, Venezuela, 6 de diciembre de 1994) es un periodista, columnista y escritor venezolano. Fue editor en jefe del medio internacional PanAm Post hasta el 27 de septiembre de 2020. Fue cofundador y coeditor en jefe de El American, un medio hispano de derecha en Estados Unidos, que luego fue vendido a la compañía Voz Media, donde actualmente Avendaño trabaja como editor senior y columnista. Avendaño también es miembro junto a personalidades como el excanciller brasileño Ernesto Araújo del Consejo Asesor Internacional de la Fundación Disenso, basada en España y presidida por Santiago Abascal.
En abril del 2024, Avendaño enfrentó persecución por parte del Gobierno venezolano de Nicolás Maduro. Pese a encontrarse en el exilio desde hace varios años, denunció que la casa de sus padres fue allanada en el marco de una investigación en su contra por cargos de conspiración e incitación al odio. Ha sido denominado por el líder chavista Nicolás Maduro como un "fascista y nazi", miembro de la "ultraderecha".

## Biografía
Orlando José Avendaño Linares nació en Valencia, Venezuela, el  6 de diciembre de 1994, egresó de la Universidad Católica Andrés Bello en la mención periodismo. También cuenta con estudios de historia de Venezuela en la Fundación Rómulo Betancourt. A principios de 2022 realizó estudios de periodismo por varias semanas entre Israel y Cisjordania, y también escribió sobre el conflicto y la vida de los soldados israelíes.

### Trayectoria
Empezó a ejercer como periodista en 2015, en el medio internacional PanAm Post, donde ha trabajado como pasante, columnista y redactor. En mayo de 2019 asumió el cargo de editor en jefe del PanAm Post junto a la periodista y economista colombiana libertaria, Vanessa Vallejo.

### Investigaciones periodísticas
El primero de agosto de 2018, Avendaño publicó un reportaje sobre la marca española de lentes de sol, Hawkers. Avendaño describió cómo la empresa del empresario venezolano, Alejandro Betancourt López, Derwick Associates se enriqueció gracias a contratos con el Gobierno de Venezuela de Hugo Chávez. Luego, Betancourt invirtió en la marca de lentes Hawkers y la convirtió en una empresa exitosa. Por el artículo, la compañía de Alejandro Betancourt amenazó a Avendaño con una demanda.
Tres años después, en septiembre de 2021, la revista New York Magazine filtró un video en el que se ve al reconocido exalcalde de Nueva York, político del Partido Republicano y abogado de Alejandro Betancourt, Rudy Giuliani, agradeciendo a Avendaño y a otros periodistas, supuestamente en nombre de Derwick Associates, por la labor a favor de la compañía. New York Magazine presume que Giuliani fue víctima de una broma de internet en contra de su propio cliente ya que el grupo al que el alcalde agradeció está conformado por quienes principalmente han denunciado los casos de corrupción en torno a Derwick Associates.
El 15 de junio de 2019, Avendaño publicó una investigación periodística sobre la apropiación por parte de funcionarios del gobierno interino de Juan Guaidó de fondos destinados para la manutención de militares venezolanos que habían desertado hacia Cúcuta en medio de la crisis presidencial de Venezuela de 2019. Luego de la publicación del artículo, el secretario general de la Organización de los Estados Americanos, Luis Almagro, solicitó a la «jurisdicción competente» una investigación «esclarecedora de graves cargos aquí formulados». En la noche, el presidente encargado Juan Guaidó instruyó al embajador designado en Colombia, Humberto Calderón Berti, «solicitar formalmente a organismos de inteligencia colombiana la investigación necesaria». Calderón Berti luego aclaró: «La investigación se inició por mi iniciativa personal hace dos meses a raíz de una información que recibí de la Dirección General de Inteligencia de Colombia».
El 24 de agosto de 2019 Orlando Avendaño publicó un extenso reportaje sobre los vínculos económicos entre el dirigente opositor venezolano y líder de Acción Democrática, Henry Ramos Allup, con una trama de estafa a PDVSA. En el reportaje, Avendaño presentó documentos que prueban la participación de un hijo de Ramos Allup en la empresa Helsinge Inc que presuntamente sobornó a funcionarios de PDVSA. En respuesta al artículo, el partido Acción Democrática manifestó su solidaridad con su secretario general y acusó al PanAm Post y a Avendaño de difamación y de trabajar para la inteligencia cubana.

### Renuncia al PanAm Post
En septiembre del 2020, Avendaño y Vanessa Vallejo renunciaron al PanAm Post, luego de trabajar por más de cinco años en el diario. Su renuncia sucedió a la venta del portal a Roberto Schnapp, que se había concretado dos meses antes. En sus redes sociales, Avendaño publicó una extensa carta en la que alegó que el motivo de su renuncia fue una propuesta mucho más atractiva. Un mes después, Avendaño anunció la fundación, junto a Vallejo, de El American, un nuevo portal de derecha en Estados Unidos enfocado en un público hispano.

### Persecución e investigación en su contra
El 29 de marzo del 2024 el presidente de la Asamblea Nacional de Venezuela, Jorge Rodríguez, acusó a Orlando Avendaño de revelar un "plan insurreccional y magnicida" contra Nicolás Maduro, en conspiración con la líder opositora María Corina Machado y calificó a Avendaño como "vocero principal del fascismo en Miami". Rodríguez se refirió a un mensaje publicado en X por Avendaño el 5 de marzo del 2024, donde expresaba: 

“Lo que María Corina está construyendo trasciende lo electoral. El ánimo, en torno a ella, es insurreccional. Así debe encausarse. Para que haya elecciones libres, no toca pedirlas ni buscarlas, sino imponerlas. Para ello la organización, que se justifica con lo electoral”.
A los pocos días, el primero de abril, fue anunciada una investigación por parte del fiscal general Tarek William Saab por el delito de “instigación al odio”, debido al mensaje publicado por Avendaño el 5 de marzo, y por cargos de conspiración y magnicidio. Saab asoció a Avendaño con el expresidente colombiano Álvaro Uribe, a quien acusó de estar detrás de un plan desestabilizador. Además, el fiscal general dijo que "se busca a Avendaño por el delito que expresa y confiesa de instigación al odio". Finalmente, Saab dijo lo que por el mismo Avendaño y diferentes personalidades fue considerado como una amenaza: "Lo tenemos ubicado, no diré dónde".
Inmediatamente después, Avendaño negó las acusaciones y denunció que la casa de sus padres en Venezuela había sido allanada por más de diez funcionarios del Servicio Bolivariano de Inteligencia Nacional (SEBIN), quienes habrían ido a buscarlo para aprehenderlo. Avendaño denunció esto como una persecución contra la libertad de expresión.

Hubo una fuerte reacción a la acusación y la orden de captura contra Avendaño. Personalidades como el expresidente Uribe, el secretario general de la OEA Luis Almagro, el líder del partido Vox en España Santiago Abascal, la escritora y periodista Cayetana Álvarez y el senador republicano de Estados Unidos Marco Rubio reaccionaron repudiando la investigación y exigiendo protección contra Avendaño. Rubio dijo sobre el caso:

"Colombia ha acogido a los venezolanos que han huido del régimen criminal de Maduro. El narco-régimen ha encontrado su nuevo objetivo al perseguir al periodista Orlando Avendaño, quien vive en el exilio. Las autoridades colombianas deberían monitorear este incidente y prevenir otros".
También varias ONG como Un Mundo Sin Mordaza, el Sindicato Nacional de Trabajadores de la Prensa de Venezuela y Espacio Público denunciaron la investigación como "un acto de hostigamiento" contra un periodista. El 3 de abril el caso de Orlando Avendaño fue introducido por la activista de derechos humanos y abogada Tamara Sujú ante la Corte Penal Internacional.
A los pocos meses, a principios de julio del 2024, el presidente de Venezuela, Nicolás Maduro, llamó "fascista" y "nazi" al periodista Avendaño por un post en X que había hecho a propósito de un accidente que tuvo la vicepresidente Delcy Rodríguez. A los pocos días, el 15 de julio, Maduro atacó a Avendaño durante un acto de campaña, por otro post en X. En el acto de campaña, propiamente en el municipio de Upata, en el estado Bolívar, Maduro pidió al Ministerio Público de Venezuela que abriera una investigación contra Avendaño por los "delitos de odio", luego de que Avendaño escribiera un post diciendo que en Venezuela "el cambio será estético". "La Fiscalía debería actuar, así él esté en el exterior. Algún día llegará la justicia (...) ¡Rata pelúa! ¡Te tuviera al frente, Orlando Avendaño", dijo Maduro desde Upata. En otro evento el mismo día, Nicolás Maduro llamó "basura" a Avendaño: "¡Ustedes fascistas, no volverán a esta tierra sagrada!".

## Libros
El 18 de julio de 2018 presentó en Caracas su libro Días de sumisión: Cómo el sistema democrático perdió la batalla con Fidel. El periodista cubano Carlos Alberto Montaner lo describe como un libro «sobre la historia de la subversión antidemocrática en Venezuela y el relevante papel que ha desempeñado Cuba en esos innobles propósitos». En febrero de 2021 Avendaño presentó la tercera edición de su libro, Días de sumisión: Cómo el sistema democrático perdió la batalla con Fidel. En esta ocasión, el libro contó con el prólogo del secretario general de la Organización de Estados Americanos, Luis Almagro.
- Días de sumisión: Cómo el sistema democrático perdió la batalla con Fidel
- Versailles. Trabajos sobre el 2019: un año clave para Venezuela